# Ina Lohr
Ina Lohr (* 1. August 1903 in Amsterdam; † 8. Oktober 1983 in Basel) war eine niederländisch-schweizerische Violinistin, Kirchenmusikerin, Komponistin, Musikpädagogin und Autorin.

## Leben und Werk

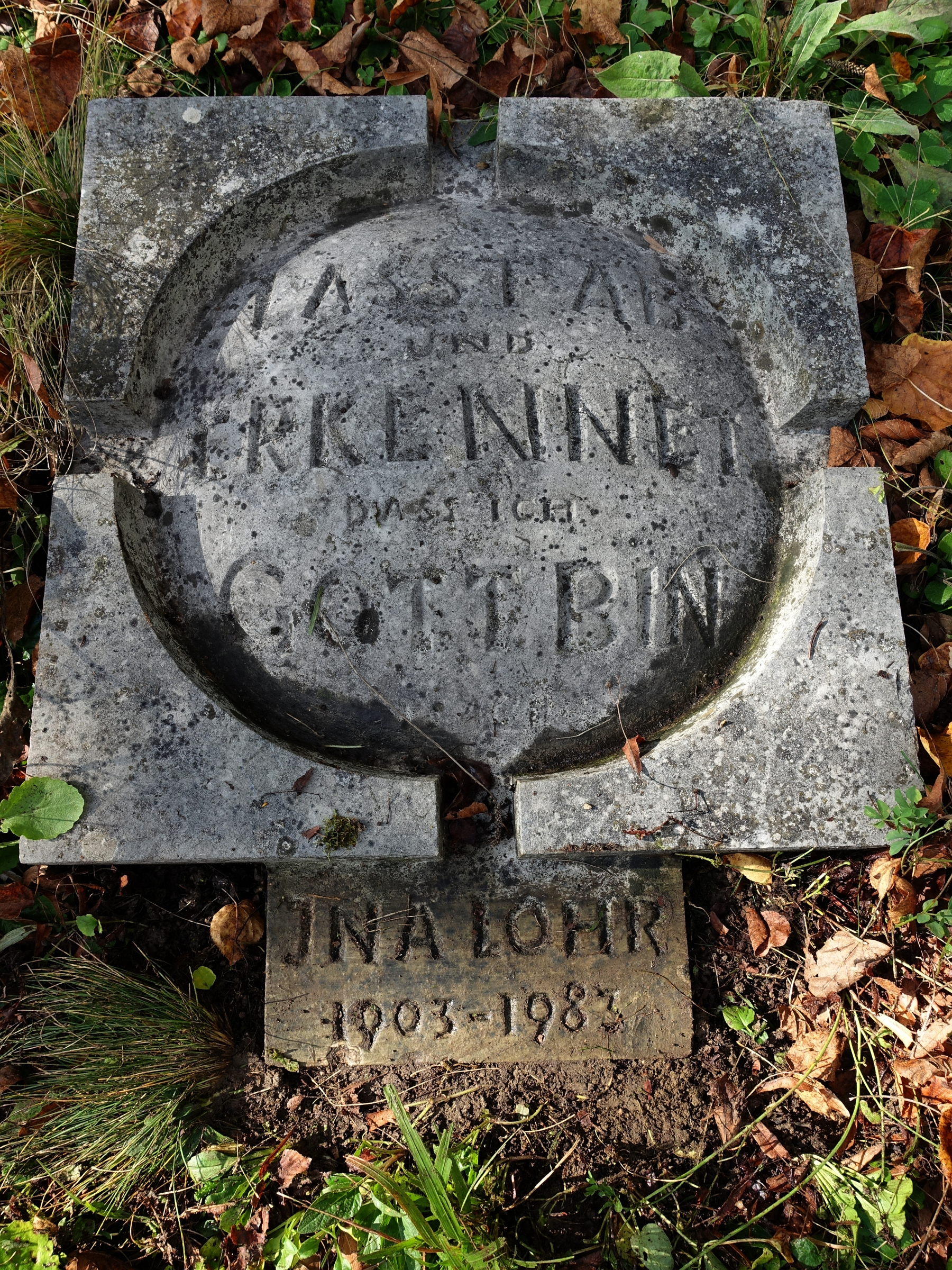
Grab auf dem Ehrenfeld, Friedhof am Hörnli

Ina Lohr war die zweite von drei Töchtern des aus Basel stammenden Ingenieurs Hermann Lohr (1871–1948) und der Henriette Antoinette, geborene Resink (1876–1945).
Nach dem Abitur studierte sie Violine, Musikgeschichte, Theorie und Komposition am Konservatorium von Amsterdam. Das Studium führte sie in Basel weiter und wurde 1931 die Assistentin von Paul Sacher. Von 1933 bis 1968 leitete sie an der Schola Cantorum Basiliensis den Choralchor und lehrte evangelische Kirchenmusik, Schulmusik und Methodik. Ab 1946 kam sie fast jedes Jahr als Dozentin in die Niederlande.
Ina Lohr schrieb das Lehrbuch Solmisation und Kirchentonarten sowie zahlreiche Aufsätze zu Haus- und Kirchenmusik. Zudem komponierte sie geistliche Chorwerke. 1958 erhielt sie den Titel Dr. h. c. theol. der Universität Basel. Ina Lohr fand ihre letzte Ruhestätte auf dem Ehrenfeld des Friedhofs am Hörnli.